# Aubigny-en-Artois
Aubigny-en-Artois é uma comuna francesa na região administrativa de Altos da França, no departamento de Pas-de-Calais. Estende-se por uma área de 6,27 km². Em 2010 a comuna tinha 1 485 habitantes (densidade: 236,8 hab./km²).